# Hensel Frosch
Hensel Frosch oder Hans Frosch war ein deutscher Baumeister des 15. Jahrhunderts, der in Untergrombach (Baden) tätig war.
Er wird in der 1472 datierten Inschrift der alten Michaelskapelle auf dem Michaelsberg in Untergrombach genannt. Danach errichtete er, möglicherweise im Auftrag des Speyerer Bischofs Matthias von Rammung, die spätgotische Kapelle als Wallfahrtskirche an einer Stelle, für die erstmals 1346 eine Kapelle bezeugt ist. Die gotische Kapelle wurde 1742 bis 1744 durch einen barocken Neubau ersetzt.
Eine 1474 datierte Inschrift bezeugt seine Beteiligung am Bau der alten Pfarrkirche von Untergrombach, die 1864 an anderer Stelle neu errichtet wurde. Die dort eingebaute spätgotische Steinkanzel und das Taufbecken könnten aus dem älteren Bau stammen.
Nach einer Liste der Haushalte von Obergrombach von 1495 war er in diesem Jahr noch in Untergrombach ansässig.